# هدا خموش
هدا خموش (زاده:۱۹۹۵، اصفهان) روزنامه‌نگار، شاعر و فعال حقوق زنان است.

## زندگی‌نامه
هدی خاموش متولد ۱۳۷۴ در اصفهان است. خانواده او تاجیک و از ولایت پروان افغانستان هستند. هدی دارای مدرک تحصیلی لیسانس در رشته ادبیات فارسی است.

## فعالیت‌ها
پس از روی کار آمدن طالبان که دارای پیشینه زن‌ستیزی و خشونت علیه زنان بود، این رژیم با اعتراضات مردمی به ویژه بانوان روبرو شد. امارت اسلامی علاوه بر ضرب و شتم معترضان تعدادی از آنان را بازداشت کرد.
پس از ورود هیئت طالبان به نروژ هدی خموش نماینده زنان معترض در نشست اسلو خطاب به امیرخان متقی وزیر خارجه و رئیس هیئت طالبان گفته که به کابل زنگ بزند و دختران معترض که از سوی این گروه بازداشت شده‌اند را رها کنند.
هدی خموش با اشاره به سرکوب معترضان، فعالان و خبرنگاران اشاره کرد و تأکید ورزید که سرنوشت برخی از آنان هنوز مشخص نیست.
به گفته او، مطابق اعلامیه جهانی حقوق بشر و میثاق‌های حقوق مدنی و سیاسی، هر انسانی حق دارد در اجتماعات مسالمت‌آمیز، علیه قوانین ضدانسانی و حقوق بشری شرکت کند. ما زنان معترض، فقط حقوق خود را با شعار «نان، کار و آزادی» مطالبه کردیم؛ اما گروه طالبان ما را به دلیل همین کار دستگیر، شکنجه، تحقیر و توهین کردند.
او اضافه کرد، زنان افغانستان حقوق برابر می‌خواهند. تا ایجاد قانون اساسی جدید، برای اعاده و به رسمیت شناختن حقوق اساسی شهروندان فصل دوم قانون اساسی قبلی باید اعاده و مراعات گردد. طالبان و هیچ گروه دیگر صلاحیت محدود کردن حقوق اساسی ما را ندارد.
هر نوع بازتعریف حق و آزادی باید از طریق گفت‌وگوی بزرگ ملی و توافق جمعی صورت بگیرد.
خاموش در ادامه بیانه اش تأکید کرد که "شورای باصلاحیت و مستقل از سوی سازمان ملل متشکل از خانواده متضرران و قربانیان، نماینده‌گان مردم، نهادهای مستقل بین‌المللی حقوق بشر جهت نظارت و بررسی رفتار، سیاست‌های طالبان تشکیل شود. این شورا زندان‌های طالبان را بررسی نموده، زندانیان عقیدتی، سیاسی و جنسیتی را فوراً آزاد نماید. این شورا در مرحله بعد به تمام جرایم جنگی که در بیست سال گذشته صورت گرفته است، بپردازد.

## نمونه شعر
| من از این زندگی در کوچهٔ تکرار می‌ترسم |  | و هم از ناله‌ها و گریهٔ هر بار می‌ترسم    |
| من از چشم غریبانی که سیل خون می‌بارد  |  | بسا از تکیه گاه بیخ هر دیوار می‌ترسم    |
| درون من گرفته سخت، می‌سوزد گلوی من    |  | که من یعنی در اینجا از طناب دار می‌ترسم |
| همگان را که می‌بینم بسا خون جگر دارند |  | من از گلهای بی نشتر میان خار می‌ترسم    |
| مگر تا کی اینجا ساکت و آرام بنشینیم  |  | من از قانون رنگ تلخ این بازار می‌ترسم   |
| همه خاموش اما تشنه قدرت در این وادی  |  | من از نادیدن چشم و دل خونبار می‌ترسم    |